# جاليانو فورتوناتو
جاليانو فورتوناتو (بالإيطالية: Giuliano Fortunato)‏ مواليد 12 مايو 1940 في إيطاليا، هو لاعب كرة قدم إيطالي سابق كان يلعب كمهاجم.

## المسيرة الاحترافية

### أندية لعب لها
- نادي تريستينا
- نادي فيتشينزا
- إيه سي ميلان
- نادي لاتسيو
- نادي ليتشي